# Страчатела (сладолед)
Страчатèла (на италиански: Stracciatella) е вид сладолед на основата на прясно мляко и сметана с тъмен шоколад, създаден в град Бергамо, Северна Италия.

## История
Рецептата за страчатела се ражда през 1961 г. в северноиталианския град Бергамо и е дело на Енрико Панатони. Панатони, роден през 1927 г. в тосканския град Алтопашио и емигрирал през 40-те г. на XX в. със съпругата си в Бергамо, открива кафене „Ла Марианна“ на южната страна на порта Сан Алесандро в Горния град на Бергамо.
Запален по кулинарството и сладкишите, след различни и многократни експерименти той създава особен сладолед – много бял крем с неправилни парченца черен шоколад вътре. По време на процеса на замразяване на фиор ди лате (вид моцарела) Панатони вмъква доза горещ черен шоколад, който благодарение на удрянето на лопатките „накъсва“ шоколада, докато го втвърдява. Ефектът напомня едно от най-популярните ястия на заведението му – супата „Страчатела по римски“. Разтопеният шоколад, който се втвърдява и разбива в машината за разбъркване, напомня за яйцето, което се пресича във врящия бульон на супата: това са „парцалите" (stracci на итал.).
Панатони споделя, че „Страчатела по римски“ е сред най-известните ястия в заведението му и подобно на нея той търси сладолед, който е обичан и ценен от клиентите.

## Проектът „Страчатела – сладоледът на Бергамо“
„Страчатела – сладоледът на Бергамо“ (Stracciatella il gelato di Bergamo) е проект за подобряване на занаятчийския сладолед и популяризиране на туризма, базиран на разпространението на историята за раждането на вкуса на страчатела. Целта на проекта е да разпространи историята за произхода на страчателата от Бергамо, превръщайки я в наследство на гастрономическата традиция и в средство за промоциране на територията и привличане на италиански и чуждестранни туристи в Бергамо и провинцията му.
През 2017 г. „Страчатела – сладоледът на Бергамо“ става колективна марка, регистрирана в патентното ведомство на Търговската камара на Бергамо, която идентифицира сладоледаджийниците и инициативите за популяризирането на проекта. Марката е свързана с производствена спецификация, която определя насоките, които участващите сладоледаджийници трябва да следват за производството на вкуса на страчатела, за да могат да използват марката. Спецификацията предвижда използването на следните прости съставки: смес от прясно мляко и сметана и черен шоколад с минимум 58% какао. Производственият процес се характеризира с прекъснат метод, с пастьоризация и замразяване на място и с механично или ръчно накъсване на разтопения шоколад.
За да популяризира и разпространи тази марка и историята на раждането на Страчатела, проектът включва серия от промоционални действия чрез различни комуникационни инструменти и събития. На 25 септември 2017 г. в Бергамо се провежда стартово събитие с пресконференция за представяне на проекта пред сладоледаджийниците, обществеността, медиите, местните институции и компании. На 17 юни 2018 г. Бергамо отпразнува своя сладолед с голямо площадно парти в сърцето на Горния град. За този повод грандиозно открито ателие показа на публиката производството на 300 кг Страчатела с безплатни дегустации и в същото време богата артистична програма с цирк, музика и театър разказа историята на раждането на Страчатела.